# فلین ۲۹۹۴
سیارک ۲۹۹۴ (به انگلیسی: 2994 Flynn، نامگذاری:1975PA) دو هزار و نهصد و نود و چهارمین سیارک کشف شده‌است که در ۱۴ اوت ۱۹۷۵ کشف شد.
قدر مطلق سیارک برابر ۱۳٫۹۰ است.